# Mathieu Victor Balaïn
 (août 2018).
Mathieu Victor Félicien Balaïn, né le 27 mai 1828 à Saint-Victor en Ardèche, mort le 13 mai 1905 à Auch (Gers), est un homme d'Église français, évêque de Nice de 1877 à 1896, puis archevêque d'Auch jusqu'à son décès. 

## Biographie
Après des études au collège Sainte-Barbe d’Annonay, il entre au Grand séminaire de Viviers.
Il rejoint les oblats de Marie Immaculée et fait son noviciat à Notre-Dame de l’Osier (près de Grenoble). Il entre dans la congrégation le 2 février 1852 et est ordonné prêtre le 6 mars 1852.
Nommé professeur au Grand séminaire d’Ajaccio, il dirige ensuite l’école diocésaine de Vico. En 1859, il est nommé supérieur du Grand séminaire de Fréjus.
En 1877, il est nommé évêque de Nice et sacré à Fréjus le 25 février 1878. En 1896, il est nommé archevêque d’Auch.
Comme évêque de Nice, il participe au rattachement de l’arrondissement de Grasse au diocèse de Nice, en 1886.
Il est nommé chevalier de la Légion d'honneur le 26 juillet 1879.